# Runcinioides
Runcinioides là một chi nhện trong họ Thomisidae.